# Рукс (округ)
Рукс (англ. Rooks County; стандартное обозначение RO) — округ в штате Канзас, США. Официально образован 26 февраля 1867 года. По состоянию на 2010 год, численность населения составляла 5 181 человек.

## География
По данным Бюро переписи США, общая площадь округа равняется 2 318,052 км2, из которых 2 307,692 км2 суша и 11,914 км2 или 0,500 % это водоёмы.

### Соседние округа
- Филлипс (север)
- Смит (северо-восток)
- Осборн (восток)
- Эллис (юг)
- Триго (юго-запад)
- Грейам (запад)

## Население
По данным переписи населения 2000 года в округе проживает 5 685 жителей в составе 2 362 домашних хозяйств и 1 556 семей. Плотность населения составляет 2,00 человека на км2. На территории округа насчитывается 2 758 жилых строений, при плотности застройки около 1,00-го строения на км2. Расовый состав населения: белые — 97,13 %, афроамериканцы — 1,13 %, коренные американцы (индейцы) — 0,42 %, азиаты — 0,19 %, гавайцы — 0,02 %, представители других рас — 0,37 %, представители двух или более рас — 0,74 %. Испаноязычные составляли 1,06 % населения независимо от расы.
В составе 29,10 % из общего числа домашних хозяйств проживают дети в возрасте до 18 лет, 55,40 % домашних хозяйств представляют собой супружеские пары проживающие вместе, 7,20 % домашних хозяйств представляют собой одиноких женщин без супруга, 34,10 % домашних хозяйств не имеют отношения к семьям, 31,80 % домашних хозяйств состоят из одного человека, 18,50 % домашних хозяйств состоят из престарелых (65 лет и старше), проживающих в одиночестве. Средний размер домашнего хозяйства составляет 2,32 человека, и средний размер семьи 2,93 человека.
Возрастной состав округа: 25,20 % моложе 18 лет, 6,40 % от 18 до 24, 25,50 % от 25 до 44, 21,50 % от 45 до 64 и 21,50 % от 65 и старше. Средний возраст жителя округа 40 лет. На каждые 100 женщин приходится 98,10 мужчин. На каждые 100 женщин старше 18 лет приходится 94,30 мужчин.
Средний доход на домохозяйство в округе составлял 30 457 USD, на семью — 36 931 USD. Среднестатистический заработок мужчины был 26 794 USD против 18 389 USD для женщины. Доход на душу населения составлял 15 588 USD. Около 7,30 % семей и 9,80 % общего населения находились ниже черты бедности, в том числе — 9,70 % молодёжи (тех, кому ещё не исполнилось 18 лет) и 7,40 % тех, кому было уже больше 65 лет.